# Evangelische Kirche Ulfa

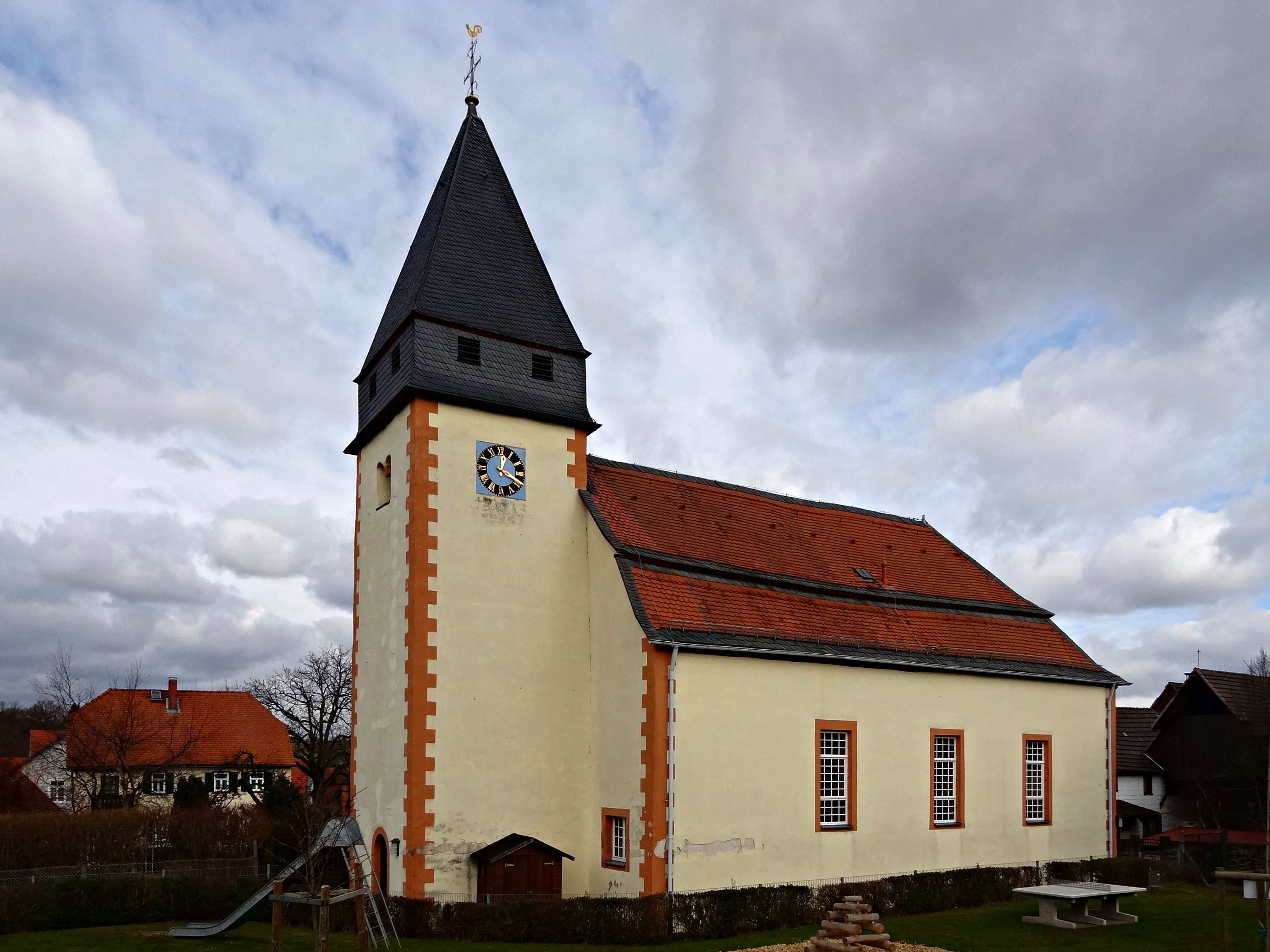
Kirche von Süden

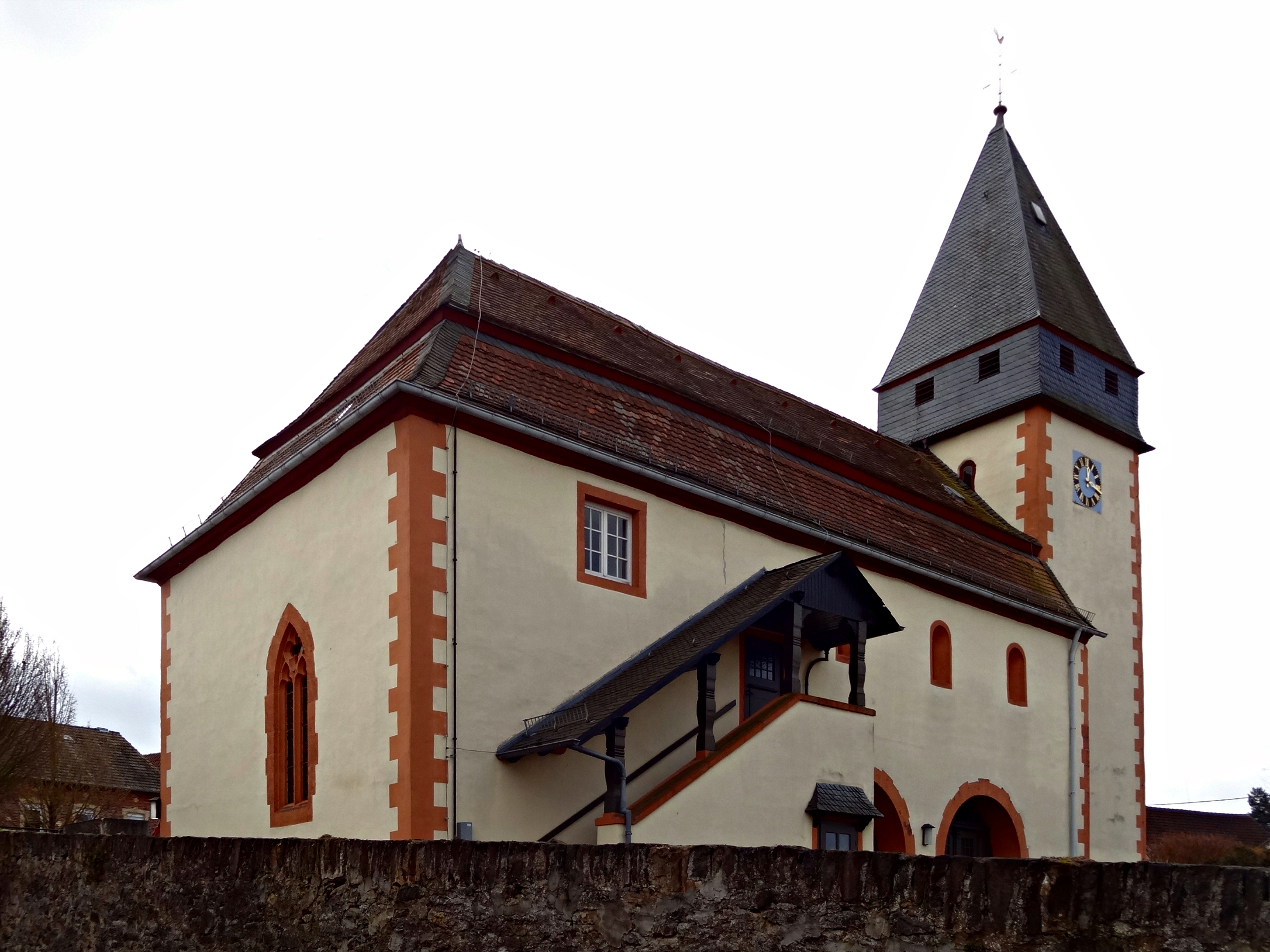
Ansicht aus Nordost

Die Evangelische Kirche in Ulfa, einem Stadtteil von Nidda im Wetteraukreis in Hessen, wurde im 12. Jahrhundert als Basilika errichtet. Aus romanischer Zeit erhalten blieben neben dem Westturm der Wehrkirche die nördliche Mittelschiffswand mit den Obergadenfenstern und den beiden nördlichen Arkaden zum ehemaligen Seitenschiff. Nach Veränderungen in spätgotischer Zeit erfolgte 1719–1721 ein Umbau in eine protestantische Saalkirche. Aus dieser Zeit stammen einige barocke Inventarstücke. Das hessische Kulturdenkmal verfügt über eines der ältesten vollständig erhaltenen Dreiergeläute in Deutschland aus dem Jahr 1334.

## Geschichte
Ulfa wird in einer Schenkungsurkunde des Klosters Fulda (um 750–802) erstmals urkundlich als „Olôffe“ erwähnt. Aganth und seine Frau Tuticha übertrugen dem Kloster einen Hof und zwölf Joch Land. Die Kirche wurde in der zweiten Hälfte des 12. Jahrhunderts als dreischiffige Pfeilerbasilika anstelle einer älteren Kapelle erbaut und der heiligen Katharina geweiht. Als Vorbild diente Kloster Ilbenstadt. Im Jahr 1206 ist ein Priester nachgewiesen. Zu Beginn des 15. Jahrhunderts wurden die Seitenschiffe abgerissen und die Kirche erhielt einen Rechteckchor mit Sakramentsnische, Maßwerkfenster und ein neues Westportal. Um 1435 war Ulfa selbstständige Pfarrei und hatte Stornfels als Filial. Kirchlich gehörte Ulfa im Dekanat Friedberg zum Archidiakonat St. Mariengreden im Bistum Mainz und bildete einen eigenen Sendbezirk. Das Patronatsrecht hatte das Ulfaer Adelsgeschlecht inne, das nach dem Tod von Ritter Guntram von Ulpha († um 1306) aufgrund der Erbfolge an die Schencken zu Schweinsberg überging.
Mit Einführung der Reformation ab 1526 wechselte die Kirchengemeinde zum evangelischen Bekenntnis. Als erster lutherischer Pfarrer wirkte hier bis 1536 Ludwig Waborn. Stornfels erhielt in dieser Zeit eine hölzerne Kapelle. In einer Schadensliste des Amtes Stornfels aus dem Jahr 1621/1622 wird angeführt, was durch die Braunschweiger Truppen an Ausstattungsstücken geraubt oder zerstört wurde. Demnach umfassten die Schäden an Kelch, Patenen, Leuchter, Altar, Gestühl und Geldkasten 39,5 Reichstaler. In Inventarlisten von 1629 und 1646 werden zwei silbervergoldete Kelche mit Patenen genannt, die von den Schencken zu Schweinsberg gestiftet wurden. Im Jahr 1690 wurden das Innere der Kirche in Ulfa gestrichen und die Kanzel erneuert, vermutlich um die Schäden des Dreißigjährigen Krieges zu beseitigen.

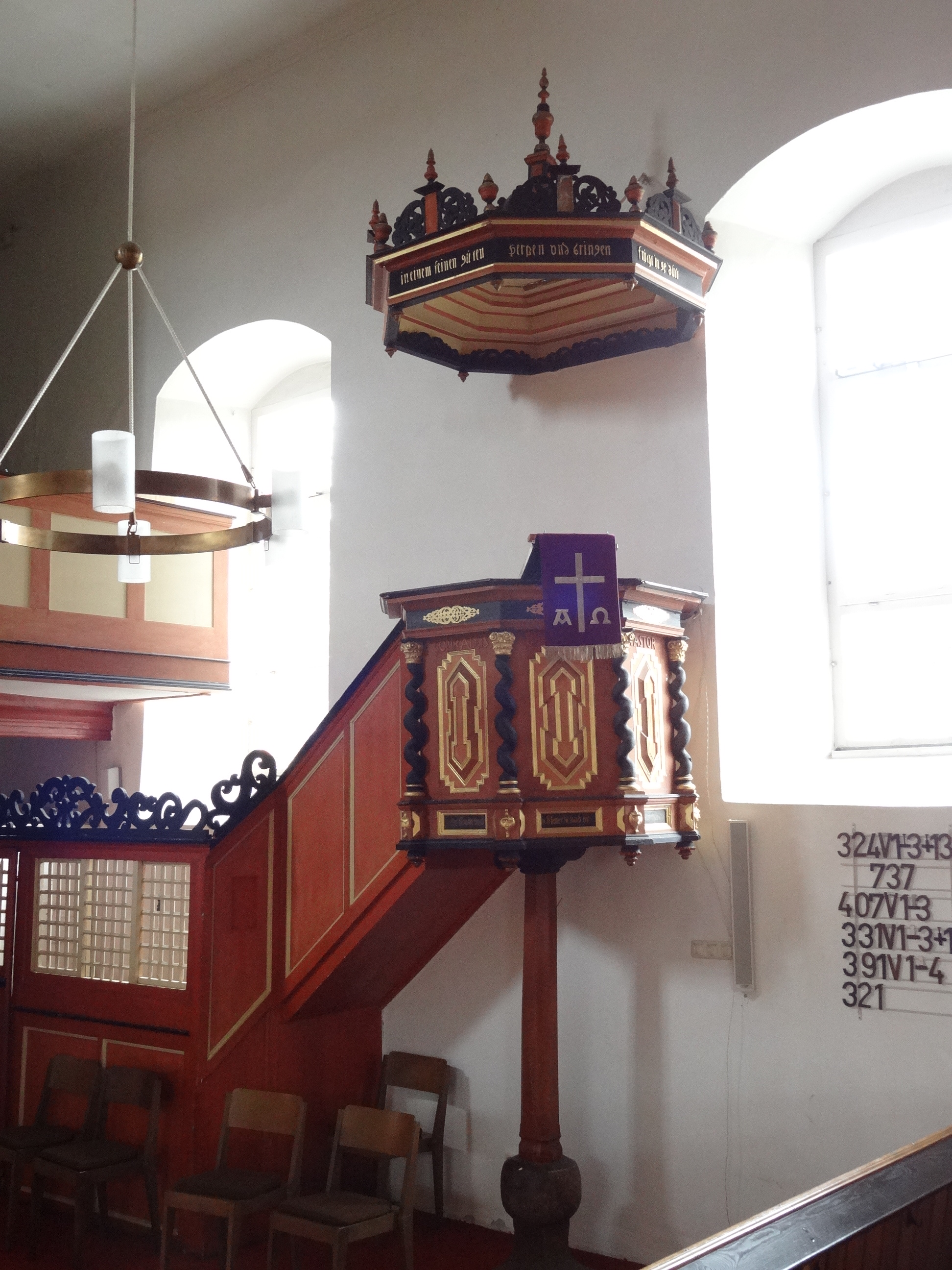
Barockkanzel von 1720

In den Jahren 1719 bis 1721 erfolgte ein eingreifender Umbau im Stil des Barock. Chor und Kirchenschiff wurden nach Süden erweitert, Emporen eingebaut und die Inneneinrichtung erneuert. Ein Unwetter im November 1769 beschädigte Kirchturm und Orgel. Die privaten Kirchenstühle wurden bis zu Beginn des 19. Jahrhunderts ausgelost und erblich gekauft, dann aber mit Ausnahme derer vom Adel, Kirchenvorsteher, Pfarrer und Lehrer abgeschafft. Im Jahr 1840 wurde die bürgerliche Gemeinde in Stornfels von ihrer Baupflicht entbunden, da sie ein eigenes Gebäude als Kirche bezog. Seit der ersten Hälfte des 18. Jahrhunderts oblag Stornfels ein Siebtel der Baupflicht und der bürgerlichen Gemeinde Ulfa sechs Siebtel. Aus der Neuregelung entstandene Streitigkeiten wurden 1848 vertraglich ausgeräumt. Ende des 19. Jahrhunderts wurde der abgängige aufgemauerte Anbau, der in dem Salbuch von 1741 als Sakristei bezeichnet wird und als Familienbegräbnis der Rau von Holzhausen diente, abgerissen. Nach einer Beschreibung der Kirche aus dem Jahr 1829 stand „noch das halb ruinirte Mauerwerk eines alten adelichen Familienbegräbnisses“. Pfarrer Reusch beziffert die Zahl der Kasualien im Jahr 1877 mit 42 Taufen, 10 Konfirmationen, 9 Trauungen und 18 Beerdigungen. Im Zuge einer Außenrenovierung im Jahr 1917 wurden die verputzten Arkaden wieder freigelegt, das Maßwerkfenster anhand aufgefundener Bruchstücke wiederhergestellt und die Außentreppe zur Empore gebaut. Durch Ausgrabungen wurde die Breite der Seitenschiffe ermittelt. 1922 malte Otto Kienzle aus Lich-Eberstadt das Innere aus. Im Jahr 1964 erhielt die Kirche einen Außenputz. Die ornamentalen Malereien an den südlichen Fensterlaibungen wurden ebenso übermalt wie die florale Bemalung der Emporenbrüstung. Im Jahr 1992 folgten Renovierungen und der Einbau einer Heizungsanlage. Dabei wurde eine sehr gut erhaltene Grabplatte aus rotem Sandstein aus dem Jahr 1586 entdeckt, die unter einem Wappen folgende Inschrift trägt: „DER.VORNEME.HER.ZALOMON.DERNE. 6 KINDERN.“
Die Kirchengemeinde Ulfa ist pfarramtlich mit der Kirche Stornfels verbunden. Die Gemeinde gehört zum Dekanat Büdinger Land in der Propstei Oberhessen in der Evangelischen Kirche in Hessen und Nassau.

## Architektur

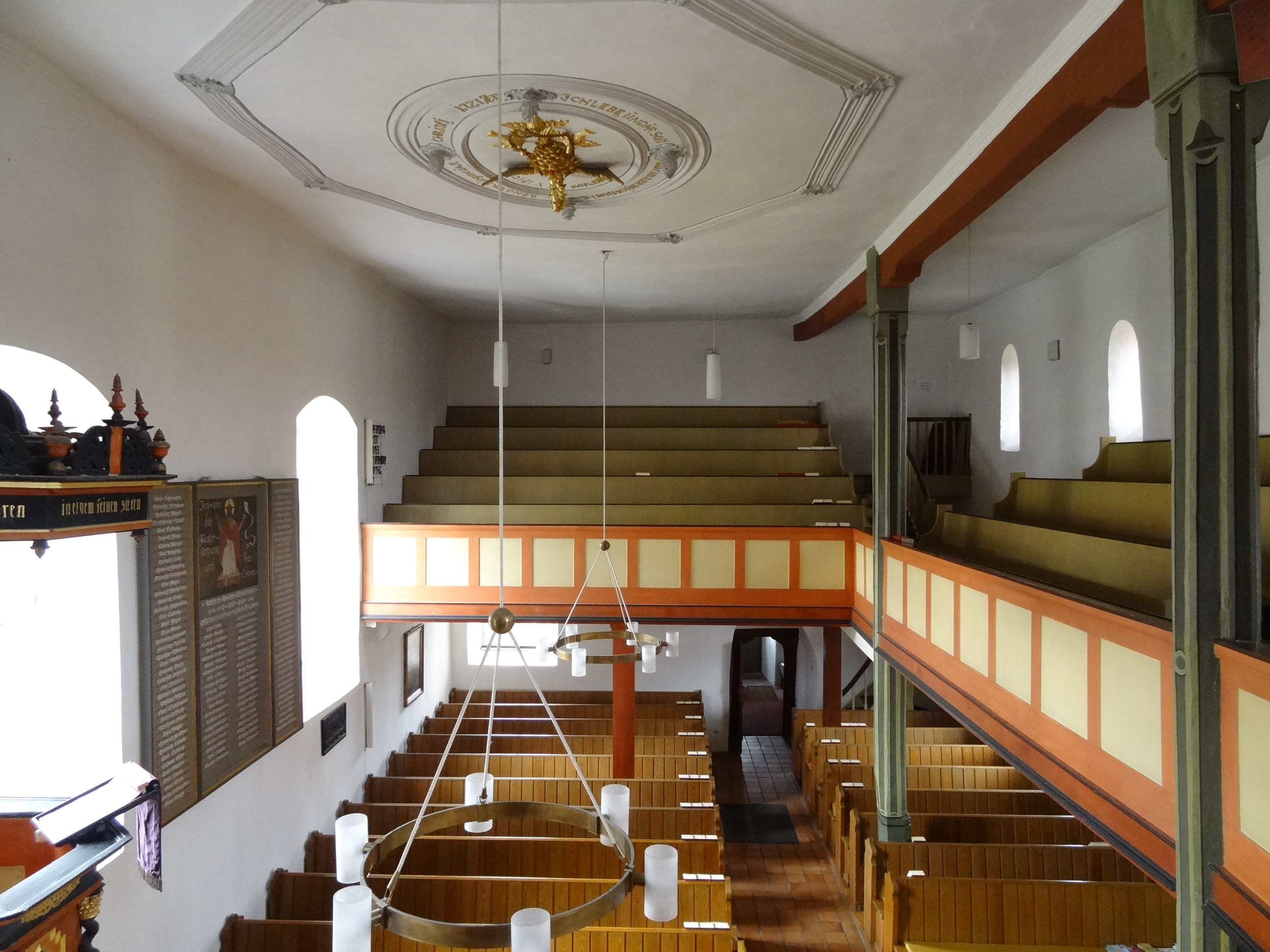
Innenraum Richtung Westen

Die geostete Kirche ist im Ortszentrum inmitten eines durch eine Mauer aus Bruchsteinmauerwerk umfriedeten Geländes errichtet. Die Kirche ist außen und innen weiß verputzt; Eckquaderung und Gewände aus rotem Sandstein blieben ausgespart. Der Saalbau auf rechteckigem Grundriss hat einen Rechteckchor derselben Breite wie das Kirchenschiff, das von einem im Osten abgewalmten Pseudomansarddach bedeckt wird. Der gotische Chor war ursprünglich gewölbt, wie die Reste eines Dienstes neben dem Sakramentshäuschen zeigen. An der Nordseite des Schiffs sind zwei große Arkaden mit vorkragenden Karnies-Kämpferplatten erhalten, die mit Holz verkleidet sind und im oberen Bereich Sprossenfenster aufweisen. Der westliche Rundbogen hat zwei kleine Rechteckfenster, der östliche dient als Eingang. Über den Arkaden sind unterhalb der Traufe drei kleine rundbogige Obergadenfenster erhalten, im Osten der Nordseite ein hochsitzendes quadratisches Sprossenfenster. Darunter führt eine überdachte Außentreppe von 1917 mit einem schmalen Dach, das auf vier Holzpfosten ruht, zur Empore. An der Ostseite ist ein spitzbogiges Maßwerkfenster eingelassen, das durch die Süderweiterung aus der Mittelachse gerückt ist. Das zweibahnige Maßwerk hat Nonnenköpfe und einen Vierpass im Spitzbogen. Drei Rechteckfenster an der Südseite, die innen Laibungen mit Stichbogen haben, belichten den Innenraum. Südlich des Turms ist an der Westseite ein quadratisches Fenster eingelassen.
Der aufgemauerte, ungegliederte Turmschaft des wehrhaften Westturms auf quadratischem Grundriss reicht bis zum Dachfirst des Kirchenschiffs. In den unteren Geschossen ist der Turm fensterlos. Das Obergeschoss des Turms hat an allen vier Seiten gekuppelte Fenster mit Mittelsäule und Sattelkämpfern. An der Nord- und Südseite werden die Fenster durch die Zifferblätter der Uhr verdeckt, die unterhalb der Traufe angebracht sind. An der Ostseite wird das Fenster durch das Dach des Kirchenschiffs geschnitten. Der vollständig verschieferte Helmaufbau mit dem Glockengeschoss stammt aus der Mitte des 14. Jahrhunderts und ist damit wohl gleichzeitig zu dem Dreiergeläut errichtet worden. Das quadratische Glockengeschoss hat an jeder Seite je zwei quadratische Schallöffnungen. Der Pyramidenhelm wird von einem Turmknauf, einem schmiedeeisernen Kreuz und einem vergoldeten Wetterhahn bekrönt. Der Turmhahn mit Kreuz wurde 1996 erneuert, das Original befindet sich in der Kirche. Das rundbogige Westportal erschließt die Kirche. Sie führt in die Turmhalle, die als Eingangsbereich und Windfang dient. Eine Innentür in einer von beiden Seiten grob behauenen Nische hat ein altes hölzernes Gewände mit Kragsturzbogen.

## Ausstattung

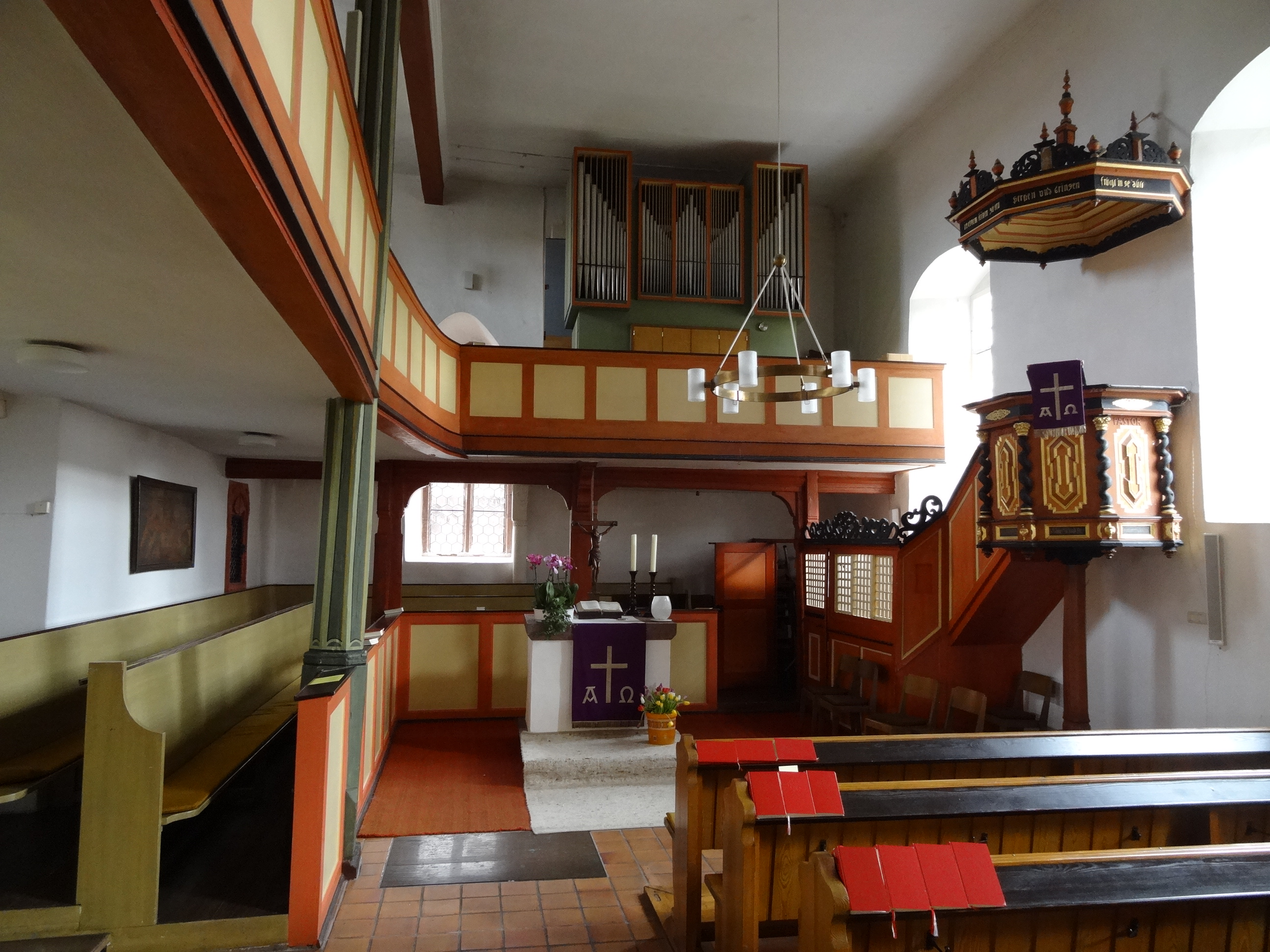
Innenraum mit Blick nach Osten

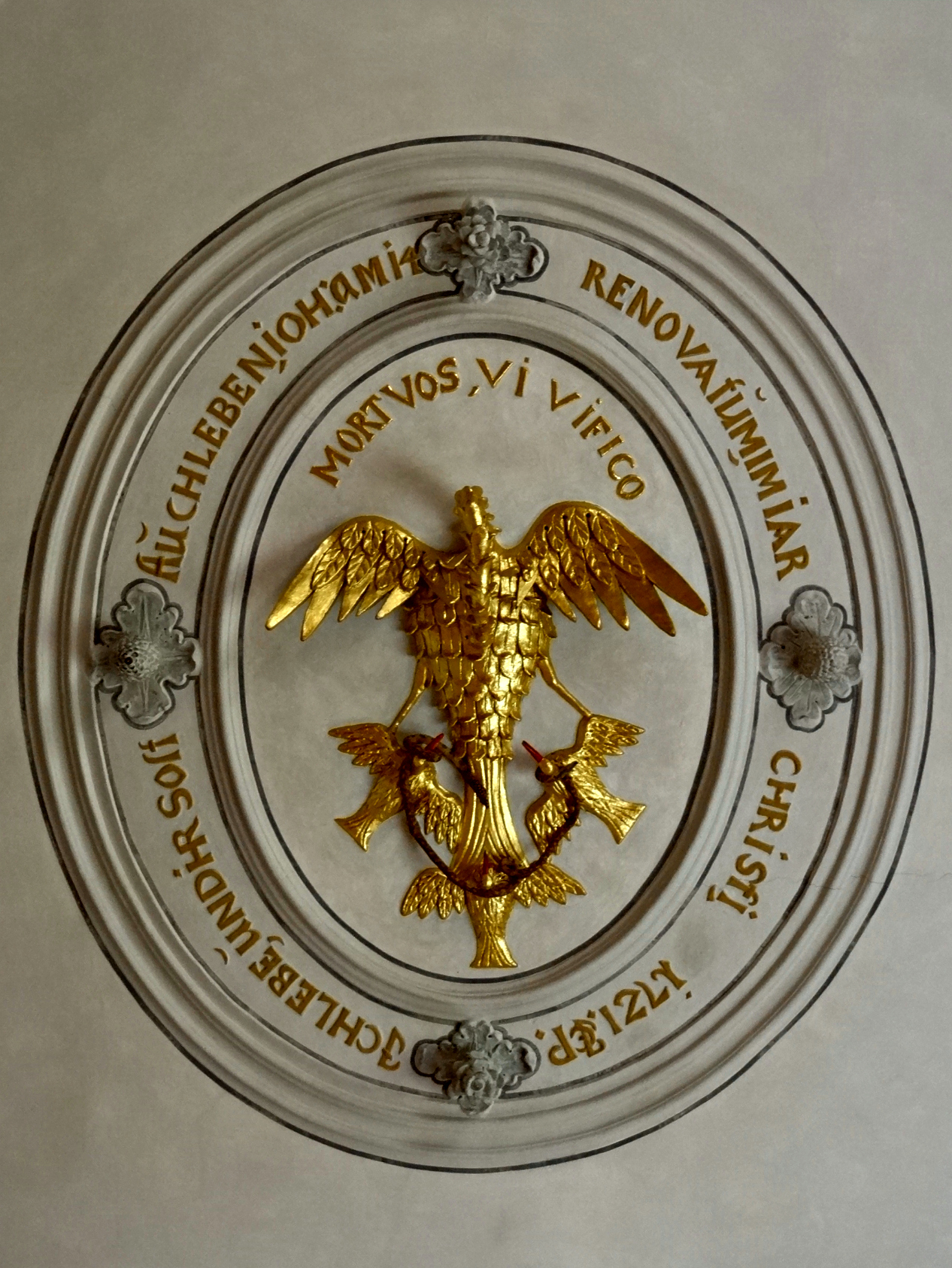
Stuckmedaillon mit goldenem Pelikan

Der Innenraum wird von einer Flachdecke abgeschlossen, die in der Mitte mit einem Stuckmedaillon von 1721 verziert ist. Das Medaillon von Maler J. C. Paul aus Nidda wird von einem großen oktogonalen profilierten Rahmen umschlossen und von einem vergoldeten Spruchband mit einem Bibelvers aus Joh 14,19  und einer Bauinschrift gerahmt: „ICH LEBE, UND IHR SOLT AUCH LEBEN, IOH aM 14 / RENOVAtVM IM JAR CHRISTI, 1721. JCP.“ Zentral werden ein vergoldeter Pelikan mit seinen drei Jungen plastisch dargestellt, darüber die Worte „MORTVOS, VIVIFICO“ (die Toten mache ich lebendig). In das Schiff ist eine dreiseitig umlaufende Empore eingebaut; die Südseite für die Kanzel ist freigelassen. Ost- und Westempore ruhen auf einem Unterzug, der von je drei viereckigen Holzpfosten mit kurzen Kopfbändern getragen wird. In der Ostempore wurde ein Stützpfeiler aus der Vorgängerempore übernommen, der mit 1613 bezeichnet ist und ein Wappenbild trägt. Die Figur in einer wappenartigen Umrahmung an der Emporensäule zeigt eine geflügelte Frau, die ein Rad vor ihrem Unterkörper hält, wahrscheinlich die heilige Katharina, der die Kirche geweiht war. Zwei achtseitige Pfosten, die die Nordempore einbeziehen, werden oberhalb der Empore bis zur Decke fortgeführt, wo sie einen Längsunterzug stützen, auf dem die Decke ruht.
Eine rechteckige Sakramentsnische in der Nordseite des Chors stammt aus spätgotischer Zeit. Das Gewände aus rotem Sandstein hat oberhalb der vergitterten Nische eine Rundbogenblende. Links von der Sakramentsnische ist ein querrechteckiges Ölgemälde auf Holz aufgehängt, das die Abendmahlsszene zeigt. Das verblasste Tafelbild ist im Stil des bäuerlichen Barock gemalt. Der aufgemauerte Blockaltar wird von einer Platte mit Fase aus Michelnauer Tuff bedeckt,  die bei der Renovierung nach dem Ersten Weltkrieg eingebracht wurde. Auf ihr steht ein Kruzifix des Dreinageltypus.
Ein hölzerner Pfarrstuhl an der östlichen Südseite hat im unteren Teil kassettierte Füllungen, im oberen durchbrochenes Gitterwerk. Er wird von flachgeschnitztem Rankenwerk bekrönt. Der Pfarrstuhl ermöglicht den Zugang zur hölzernen Kanzel, die aus einem Kanzelaufgang mit schlichten Füllungen und einem reich verzierten, polygonalen Kanzelkorb und oktogonalen Schalldeckel besteht. Die mit 1720 bezeichnete Barockkanzel ruht auf einem Holzpfosten, der von einem pokalförmigen steinernen Fuß getragen wird. Die Kanzelfelder haben Füllungen mit vergoldeten Profilen, über denen der Name des Pfarrers Johann Conrad Bintzer zu lesen ist, und werden durch gedrehte, schwarze Freisäulen mit vergoldeten Kapitellen gegliedert. Zwischen den Konsolen mit vergoldeten Gesichtern sind querrechteckige Füllungen mit einem Bibelvers aus Joh 10,27  bemalt. Ein umlaufender Fries unterhalb des oberen Gesimskranzes trägt den Bibelvers aus Lk 8,15 . Der Schalldeckel ist mit Spitzen und flachgeschnitztem Rankenwerk bekrönt.
An der westlichen Südwand ist eine Gedenktafel von Kirchenmaler Scriba aus Herbstein für die Gefallenen der beiden Weltkriege aufgehängt. Das Mittelfeld der dreiteiligen Tafel zeigt den auferstandenen Christus mit Siegesfahne. Darunter und an den Seiten sind die Namen der Gefallenen genannt.

## Orgel

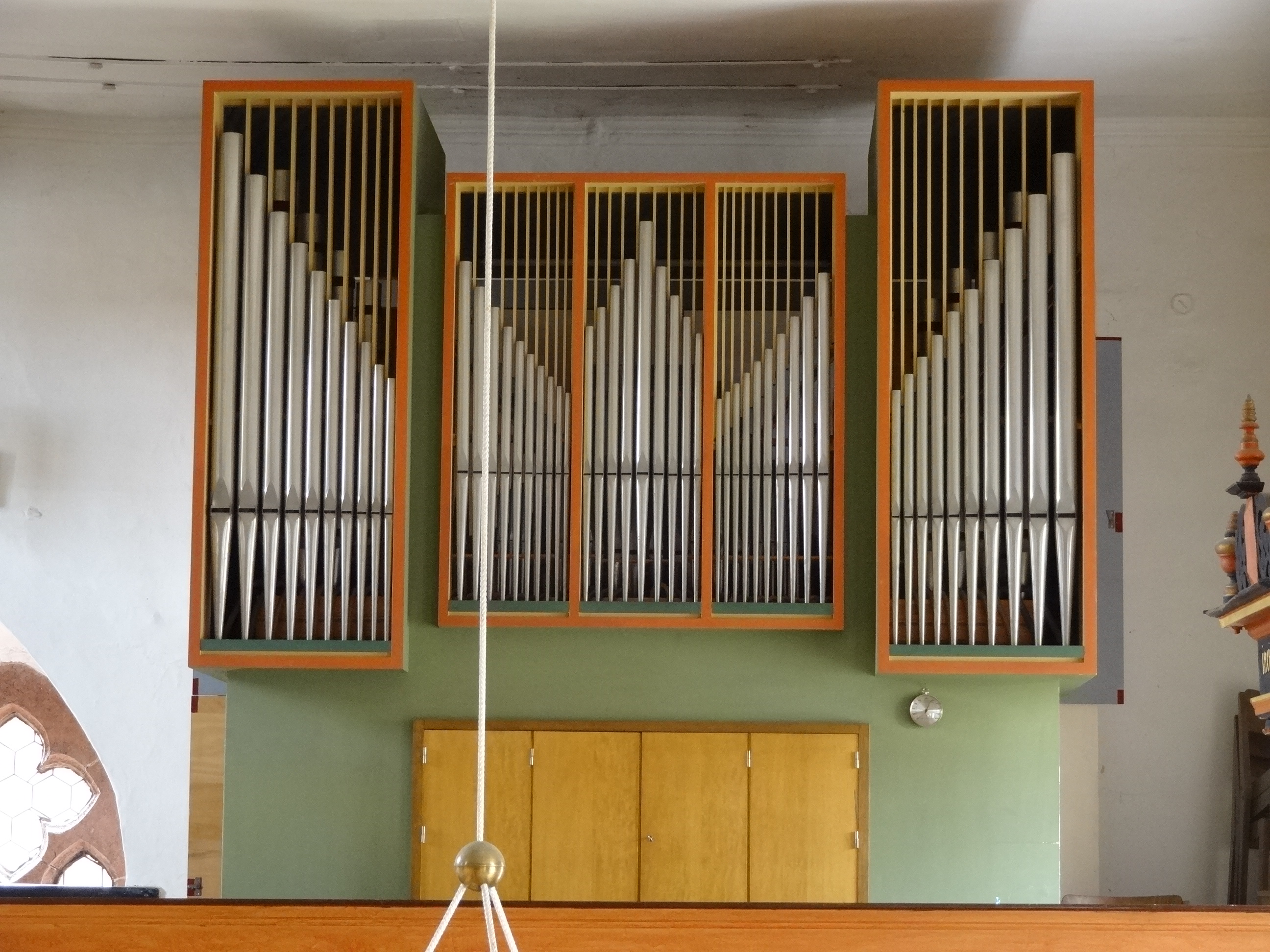
Orgel von Förster & Nicolaus

Im Jahr 1687 baute möglicherweise Heinrich Julius Siegfried aus Staden eine Orgel ein. Das nicht sehr dauerhafte Werk wurde 1694 durch Siegfried repariert. Im Zuge des Umbaus der Kirche schaffte die Gemeinde im Jahr 1722 oder 1726 ein neues Instrument an. Vertraglich vereinbart wurden mit Orgelbauer Johannes Bien aus Blankenau zehn Register auf einem Manual und Pedal. Der Offenbass im Prospekt hatte mit Stanniol foliierte Holzpfeifen. In der Kirchenbeschreibung von 1829 ist von einer einmanualigen Orgel mit acht Registern und angehängtem Pedal die Rede.
Friedrich Wilhelm Bernhard aus Romrod legte 1839 ein Angebot für einen Orgelneubau vor, während der Pfarrer mit Heinrich Krämer aus Leusel Verhandlungen aufnahm. Reparaturen der alten Bien-Orgel folgten 1841/1842, 1853, 1866, 1874 und 1888. Förster & Nicolaus Orgelbau aus Lich baute 1901 eine zweimanualige Orgel mit 16 Stimmen auf pneumatischen Kegelladen. Der Prospekt hatte drei Rundbogenfelder unter einem großen Dreiecksgiebel. Dieselbe Firma ersetzte das Werk im Jahr 1970. Die Orgel verfügt über zwölf Register. Der fünfachsige, flächige Prospekt hat dreigeteiltes quadratisches Mittelfeld, das von zwei größeren rechteckigen Pfeifenfeldern flankiert wird.
| I Manual C–g3 |    |
| Gemshorn      | 8′ |
| Prinzipal     | 4′ |
| Flöte         | 4′ |
| Schwiegel     | 2′ |
| Mixtur III    |    |

| II Manual C–g3 |    |
| Gedackt        | 8′ |
| Blockflöte     | 4′ |
| Prinzipal      | 2′ |
| Sesquialter II |    |

| Pedal C–f1 |     |
| Subbaß     | 16′ |
| Oktavbaß   | 8′  |
| Choralbaß  | 4′  |

- Koppeln: II/I, I/P, II/P

## Geläut
Der Kirchturm beherbergt ein Dreiergeläut, das zu den ältesten komplett erhaltenen in Deutschland gehört. Laut Inschrift goss Meister Bertuld die große Glocke im Jahr 1334. Da die beiden anderen, unbezeichneten Glocken der großen bis in alle Details gleichen und auch dieselben klanglichen Eigenschaften aufweisen, ist entsprechend einem Gutachten des Glocken- und Orgelsachverständigen Hans Martin Balz derselbe Glockengießer anzunehmen. Josef Riederer vom Berliner Rathgen-Forschungslabor wies mittels des Atom-Absorptionsverfahren nach, dass das Glockenmetall aller drei Glocken von demselben Glockengießer, wenn auch nicht aus einem einzigen Guss, stammt. Die Bronze hat einen Zinnanteil von 20–22 % und einen geringen Bleianteil von 1,3–1,8 %. Nachdem 2001/2002 ein Klöppel herausgefallen war, schweißte die Firma Lachenmeyer in Nördlingen 2004 ein neues Hängeeisen ein und besserte die ausgeschlagenen Stellen aus. Die Glocken wurden von der Gießerei Rincker wieder auf Eichenholzjochen montiert. Die Gesamtkosten für die Sanierung betrugen 27.000 Euro. Die beiden größeren Glocken erklingen auf Schlagtönen von einer kleinen Sekunde Abstand.
| Nr. | Gussjahr | Gießer, Gussort | Schlagton | Inschrift                                                   | Bild |
| 1   | 1334     | Meister Bertuld | cis2      | „+MESTIR BERTVLC.DE.SVLCEH+O+MARIA+AMMO+DHI+M+CCC+XXX IIII“ |      |
| 2   | um 1334  | Meister Bertuld | d2        | „GOTWALDIS+LVCAS+MARCVS+IOhANNES+HATEVS“                    |      |
| 3   | um 1334  | Meister Bertuld | g2        | „LVCAS+MARCVS+IOhAMNES+HATEVS“                              |      |

## Pfarrer
Folgende Pfarrer sind in Ulfa nachgewiesen:
- 120600000: ein Pleban
- 143900000: Johannes Heregott
- vor 149500: Johannes Barth
- vor 1495–nach 1511: Heinrich Finck
  - 151100: Gerlach Kempf, Kaplan
- bis 153600: Ludwig Warborn
- 1536–1550: Ludwig Schneider aus Nidda
- 1551–1571: Wilhelm Lotz (Lotichius) aus Niederzell
- 1571–1583: Andreas Meissner aus Friedberg
- 1583–1611: Matern Wolff aus Echzell
- 1611–1627: Konrad Matthäus aus Grünberg
- 1627–1635: Christoph Wicelius (Vicelius) aus Butzbach
- 1636–1656: Johannes Tonsor aus Alsfeld
- 1656–1679: Georg Heinrich Fabricius
- 1679–1691: Tobias Raab aus Grünberg
- 1691–1704: Philipp Bindewald aus Echzell
- 1704–1721: Johann Conrad Bintzer aus Ober-Kleen
- 1721–1730: Johann Kaspar Bock aus Bottendorf
  - 1723–1731: Diakon Johannes Koch
- 1731–1736: Johann Gerhard Schmidt aus Kirtorf
  - ab 1731: Diakon Kaspar Peter Jugard
- 1736–1772: Bernhard Kempf aus Gießen
- 1773–1795: Georg Philipp Scriba aus Königsberg bei Gießen
- 1795–1828: Karl Christian Welcker aus Grünberg
- 1829–1849: Ludwig Friedrich Münch aus Nieder-Gemünden
  - 1829–1831: Vikar Johannes Kißner
- 1850–1875: Gustav Baist aus Grünberg
- 1876–1880: Julius Reusch aus Rodheim bei Langd
- 1880–1897: Emil Münch aus Kirtorf
- 1897–1899: Philipp Uhl aus Laubach
- 1899–1914: Karl Peters aus Babenhausen
- 1914–1916: Peter Bock aus Langen-Brombach
- 1916–1924: Hermann Römer aus Schotten
- 1924–1932: Otto Crull aus Gleiwitz
- 1933–1949: Günther Flechsenhaar aus Frankfurt
- 1949–1973: Wilhelm Schmitt aus Enkheim bei Hanau
- 1973–1979: Horst Dieter Bleek aus Stettin
- 1979–1997: Dekan Werner Jung aus Holzheim (Pohlheim)
- 1998–2000: Cornelia Otto
- 2000–2002: Detlev Maresch als Vertreter
- 2002–2005: Johannes Dittmer aus Limburg
- seit 20060 : Reiner Isheim aus Gießen